# Tiago Lemos
Tiago Lemos (Campinas, 26 d'abril de 1991), és un skater brasiler patrocinat per Thrasher. L'any 2021 va guanyar el torneig King of MACBA 4 de Barcelona.